# Giuseppe Rizzotto
Giuseppe Rizzotto (Palermo, 1828 – Trapani, 1895) è stato un attore teatrale e commediografo italiano che scrisse in lingua siciliana.

## Biografia
Dopo essersi laureato in giurisprudenza presso l'Università degli Studi di Palermo decise che la sua vocazione era quella del teatro, e iniziò come attore e successivamente anche come autore, esordendo con la commedia I mafiusi de la Vicaria scritta con la collaborazione del maestro Gaspare Mosca. L'opera ebbe grande successo e venne rappresentata prima nei maggiori centri della Sicilia; solo nel 1875 se ne registrarono oltre trecento repliche nella sola Palermo, e poi venne rappresentata con discreto successo in quasi tutte le maggiori città italiane. Alla rappresentazione nella città di Napoli assistette anche il principe ereditario Umberto di Savoia, poi divenuto Umberto I re d'Italia. Quindi venne portata in tournée in Sudamerica con la compagnia di Giovanni Grasso ottenendo anche lì un notevole successo tra gli immigrati siciliani. Successivamente scrisse altre due commedie, I mafiusi all'osteria e I mafiusi in progresso, che non ebbero però il successo della prima opera.